# Свети Димитър (Валовища)
Вижте пояснителната страница за други значения на Свети Димитър.
„Свети Димитър“ (на гръцки: Ἁγίου Δημητρίου), по-известна като „Света Зона“ (Αγίας Ζώνης) е православна църква в град Валовища (Сидирокастро), част от Валовищката епархия.

## Местоположение
Църквата е разположена в североизточното подножие на гранитния хълм, на върха на който се извисява средновековната крепост Хисар.

## История
Светилището на храма е елинистична гробница, издълбана в гранитна скала, която по-късно е превърната от ранните християни в място за поклонение. Фасадата на гробницата имитира древногръцки храм с колони, метоп и фронтон, издълбани в скалата. Централният вход на гробницата днес е превърната в царски двери. Подобна издълбана гробница, която не е завършена, е разположена вляво от църквата, където днес има малка камбанария.
През раннохристиянската епоха гробницата е превърната в църква, което е било обичайно. В средновековието скалата е изписана със стенописи, част от които са запазени и до днес.
През османската епоха църквата е изоставена. През пролетта на 1915 година е отново открита от жителката на Валовища Теопемпти Пазони. Митрополит Партений Валовищки нарежда да се построи храм. В 1916 година бежанците от Мелник поставят в църквата донесената от тях смятана за чудотворна икона на Света Зона. В 1939 година по инициатива на митрополит Василий Валовищки църквата е разширена и извън скалата и придобива днешната си форма. В 2002 година митрополит Макарий Валовищки изцяло обновява храма.